# 大澤喜一
大澤 喜一（おおさわ きいち、1935年 -）は、日本の画家。東京出身、神田生まれの新橋育ち。現在鎌倉在住。

## 来歴
斉藤三郎（勲四等瑞宝章）の元に師事し、角浩、大野五郎（デッサン）の元でも手ほどきを受ける。
- 二科展入選(9回)
- 独立美術入選(3)
- 主体美術 連入(5)
- 市優秀賞2回 教育委員会賞
- 市美術家協会 金賞、銀賞(2年連続)百貨店展示
- ホルペイン主催デッサンコンクール(林武審査委員長)デッサン賞
- 亜細亜現代美術 韓国推薦展示
- 神奈川県美術家協会元会員
- オール新人具象入賞
- 銀座巴里画廊祭典選抜作家
- 紀行賞(百貨店展示)
- 芸術誌文化展望2004全国展覧会より秀作作家に選ばれる
- 銀座、その他の画廊にて多数個展

## 作品
- 建物A
- 都会裏通り
- 赤富士

　　　　　など
単純化された構図と美しい色鮮やかな色彩美が特徴の画家